# 2043 Ortutay
2043 Ortutay è un asteroide della fascia principale del diametro medio di circa 44,69 km. Scoperto nel 1936, presenta un'orbita caratterizzata da un semiasse maggiore pari a 3,1085521 UA e da un'eccentricità di 0,1048656, inclinata di 3,07776° rispetto all'eclittica.
È stato così chiamato in onore di Gyula Ortutay, etnografo ungherese.